# Сельская молодёжь
«Сельская молодёжь» (СМ) — ежемесячный литературно-художественный и общественно-политический иллюстрированный журнал. Выходил в Москве с 1925 по 2000 год в печатном формате. Сейчас выходит в электронном виде.

## История
Основан по решению VI съезда комсомола в 1924 году и в советское время курировался ЦК ВЛКСМ. Большое участие в журнале принял Сергей Есенин
Первоначальное название «Журнал крестьянской молодежи». Первый номер вышел в 1925 году. Большое внимание журналу уделял «всесоюзный староста» М. И. Калинин — в журнале велась специальная страница «Беседы Калиныча».
В журнале печатались произведения М. А. Шолохова, Демьяна Бедного, В. В. Маяковского и других известных советских писателей; а также материалы о социальных и экономических преобразованиях советской деревни, её проблемах, труде молодых специалистов на селе, культурно-просветительской работе среди сельской молодежи и т. д., в нём С. Ф. Бондарчук размышлял о кино, Лев Яшин — о футболе, Юрий Гагарин и Николай Рерих — о космосе.
В августе 1935 года журнал был реорганизован в двухнедельник и сменил название на «Молодой колхозник». В годы Великой Отечественной войны (1941—1945) издание было приостановлено.
Современное название журнал получил в 1962 году. С 1965 года 6 раз в год стало выходить литературное приложение к журналу — «Библиотека подвига и приключений» (сокр. «Подвиг»); в 1965—1967 годах эти тома выходили в твёрдом переплёте, с 1968— в мягкой обложке.
В 1966—1983 годах журнал возглавлял Олег Попцов. В 1975 году тираж журнала достиг 1,2 млн экз.; тогда же он был награждён орденом «Знак Почёта». С 1983 по 1991 гг. главным редактором был выдающийся писатель Вячеслав Пьецух.
Печатная версия закрыта в 2000 году. Последним главным редактором журнала был Сергей Шулаков.

## Сотрудники

### Журналисты
Абрамов, Геннадий Михайлович